# Samson Iossifowitsch Samsonow
Samson Iossifowitsch Samsonow (russisch Самсо́н Ио́сифович Самсо́нов; geboren als Samson Edelstein; * 10. Februarjul. / 23. Februar 1921greg. in Nowosybkow; † 31. August 2002 in Moskau) war ein russischer Filmregisseur, Drehbuchautor und Schauspieler.

## Leben
Samsonow wuchs in der Oblast Brjansk auf. Im Jahr 1939 begann er bei den Mosfilm-Studios als Schauspieler zu arbeiten. Seine Ausbildung, unter anderem bei unter Sergei Gerassimow und seiner Frau Tamara Makarowa, schloss er 1949 am „Staatlichen All-Unions-Institut für Kinematographie“ (russisch Всесоюзный государственный институт кинематографии), dem heutigen Gerassimow-Institut für Kinematographie (WGIK) ab. Erste Erfahrungen in der Regiearbeit sammelte er 1948 bei dem Film „Junge Garde“ (Molodaya Gvardiya; Молодая гвардия), bei dem sein Lehrer Sergei Gerassimow für Drehbuch und Regie verantwortlich war. Von 1952 bis 1953 war er am Wachtangow-Theater tätig, 1955 wurde er zum Executive Producer an den Mosfilm-Studios ernannt. Er war verheiratet mit der Schauspielerin Margarita Wolodina, die in zahlreichen seiner Filme mitspielte. Samsonow starb nach langer Krankheit und wurde auf dem Moskauer Friedhof Trojekurowo beigesetzt.

## Werk

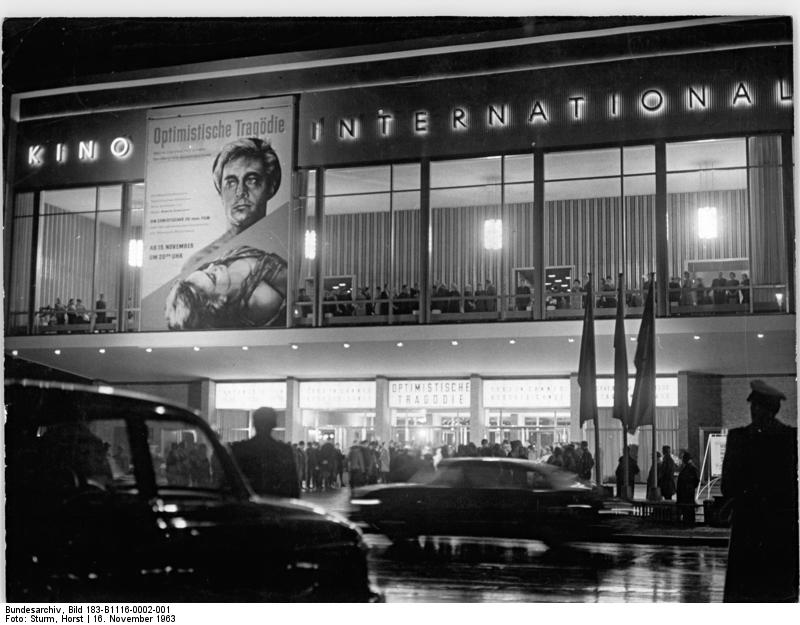
Filmplakat für Optimistische Tragödie, Berlin (1963)

Die Adaption klassischer literarischer Werke zieht sich durch Samsonows gesamte Arbeit als Regisseur, neben seinem Erstlingswerk Die Grille nach der Novelle von Anton Tschechow auch Drei Schwestern (ebenfalls von Tschechow), Shakespeares Viel Lärm um nichts und John Boynton Priestleys Treasure on Pelican 1976. Ebenfalls literarischer Vorlagen bedienen sich seine Filme Optimistische Tragödie nach einem Schauspiel des sowjetischen Schriftstellers Wsewolod Wischnewski 1963, Jeden Abend um 11 nach der Erzählung Ich, du, er und das Telefon des aserbaidschanischen Schriftstellers Anar 1969 und Mord auf englische Art, basierend auf dem Roman An English Murder des englischen Kriminalschriftstellers Cyril Hare (1974).

## Auszeichnungen
- 1955: Silberner Löwe von San Marco bei den Internationalen Filmfestspielen von Venedig für seinen Film "Die Grille", international gelobt als exzellente Film-Adaption von Anton Tschechows Novelle.
- 1963: Sonderpreis bei den Internationalen Filmfestspielen von Cannes für "Optimistische Tragödie".
- 1965: Auszeichnung als Verdienter Künstler der RSFSR.
- 1978: Auszeichnung als Volkskünstler der RSFSR.
- 1984 Best Director Award beim Allunionsfilmfestival für "Ein Haus voller Frauen".
- 1991: Auszeichnung als Volkskünstler der UdSSR.
- 1996: Sonderpreis beim Kinotawr-Filmfestival in Sotschi für den Film "Milyy drug davno zabytykh let...".

## Filme
- 1996: (Milyy drug davno zabytykh let...; Милый друг давно забытых лет...)
- 1992: (Kazino; Казино)
- 1990: (Myshelovka; Мышеловка)
- 1989: (Neprikayannyy; Неприкаянный)
- 1985: Der Tanzplatz (Tantsploshchadka; Танцплощадка)
- 1983: Ein Haus voller Frauen (Odinokim predostavlyaetsya obshchezhitiye; Одиноким предоставляется общежитие)
- 1983: Das achte Weltwunder (Vosmoye chudo sveta; Восьмое чудо света)
- 1980: Marktfrau und Poet (Torgovka i poet; Торговка и поэт)
- 1977: (Zhuravl v nebe; Журавль в небе)
- 1976: (Beshenoe zoloto; Бешеное золото)
- 1974: Mord auf englische Art (Chisto angliyskoe ubiystvo; Чисто английское убийство)
- 1973: Viel Lärm um nichts (Mnogo shuma iz nichego; Много шума из ничего)
- 1969: Jeden Abend um 11 (Kazhdyy vecher v odinnadtsat; Каждый вечер в одиннадцать)
- 1967: Arena (Arena; Арена)
- 1964: Die drei Schwestern (Tri sestry; Три сестры)
- 1963: Optimistische Tragödie (Optimisticheskaya tragediya; Оптимистическая трагедия)
- 1962: Dreißig Jahre und ein Tag (Rovesnik veka; Ровесник века)
- 1957: Wettlauf mit dem Tod (Ognennye versty; Огненные вёрсты)
- 1955: Die Grille (Poprygunya; Попрыгунья)